# Corps de logis
In architettura, un corps de logis (pronuncia francese: [kɔʁ də lɔʒi]) è il blocco principale di un grande edificio, di solito classico, magione o di palazzo. Contiene le stanze principali, gli appartamenti di stato e un'entrata. Le stanze più grandi e raffinate sono spesso al primo piano sopra il livello del suolo: questo piano è il piano nobile.
Il corps de logis è solitamente affiancato da ali secondarie inferiori, come le barchesse delle ville venete. Quando le ali secondarie formano un cortile su tre lati, il cortile è noto come Cour d'honneur.
Esempi di un corps de logis possono essere trovati in molti dei più importanti edifici dell'era classica d'Europa, tra cui il Palazzo di Versailles, il Palazzo di Blenheim e il Palazzo Pitti.
In Francia, il blocco principale di castelli medievali e manieri è spesso indicato come corps de logis.